# Regiões da Argentina

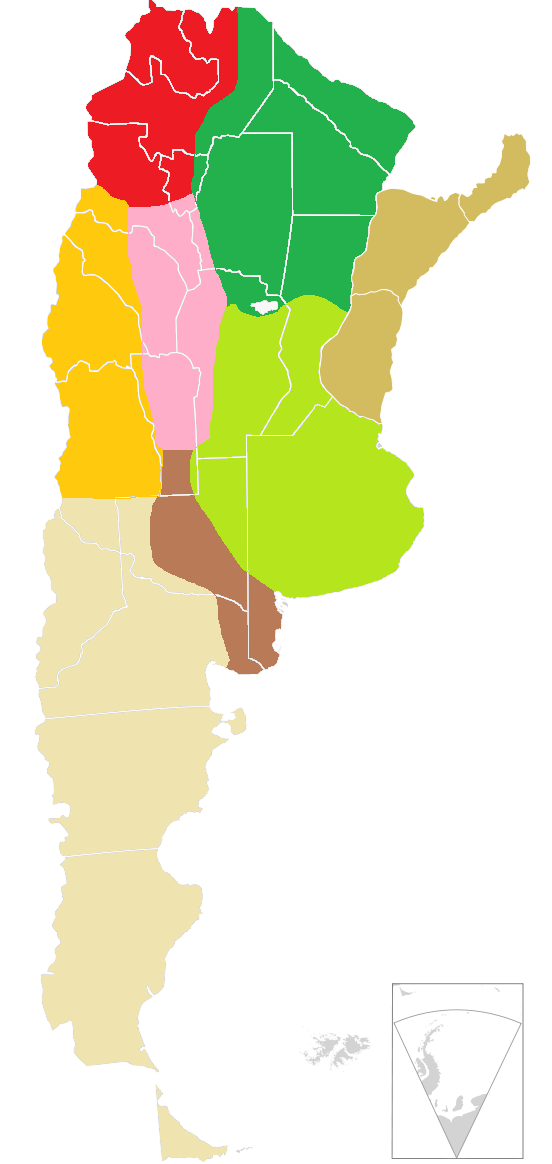
Regiões geográficas da Argentina:
Noroeste
Chaco (região)
Mesopotâmia
Cuyo
Sierras Pampeanas
Pampas
Dry Pampas
Patagônia
Antártida e ilhas do Atlântico Sul.

As províncias da Argentina são muitas vezes agrupadas em oito regiões geográficas.

## Regiões
Do oeste ao leste e do norte ao sul, estas são:
- Noroeste argentino: Jujuy, Salta, Tucumán, Catamarca
- Gran Chaco: Formosa, Chaco, Santiago del Estero
- Mesopotâmia (ou Littoral): Misiones, Entre Ríos, Corrientes
- Cuyo: San Juan, La Rioja, Mendoza, San Luis
- Pampas: Córdoba, Santa Fe, La Pampa, Buenos Aires
- Patagônia: Rio Negro, Neuquén, Chubut, Santa Cruz, Tierra del Fuego

No entanto, existem diferentes abordagens para as regiões argentinas. Os Pampas são freqüentemente separados em Pampa úmida e Pampas secas, e às vezes em Llanura Pampeana e Sierras Pampeanas.  Outras análises geográficas incluem outras regiões definidas, sendo Comahue e Chaco Central entre as mais comuns.
Independentemente do sistema de regiões utilizado, algumas províncias são compartilhadas por mais de uma região. Por exemplo, o sudoeste de Santiago del Estero às vezes é considerado parte da área Sierras, ou até mesmo a "Pampa úmida", enquanto a parte sul de La Pampa é chamada às vezes de "Pampa seca" e incluída na Patagônia. Finalmente, La Rioja às vezes é considerada parte da região de Cuyo em vez do Noroeste.
Finalmente, a parcela da Antártida reivindicada pela Argentina é conhecida como Antártida Argentina, na qual se encontravam várias bases argentinas.

## regiões estendidas
- Noroeste argentino
- Gran Chaco
- Mesopotâmia argentina
- Cuyo
- Pampas
  - Pampa úmida
  - Pampa seca
- Patagônia
  - Comahue
- Antártida Argentina (sob Tratado Antártico)